# 野邊地灣
野邊地灣（日语：／ Noheji wan */?），由夏泊半島下北半島合圍而成，因為是陸奧灣的內灣，常年風平浪靜，灣內主要經營扇貝養殖。

## 関連項目
陸奧灣